# 베를린성

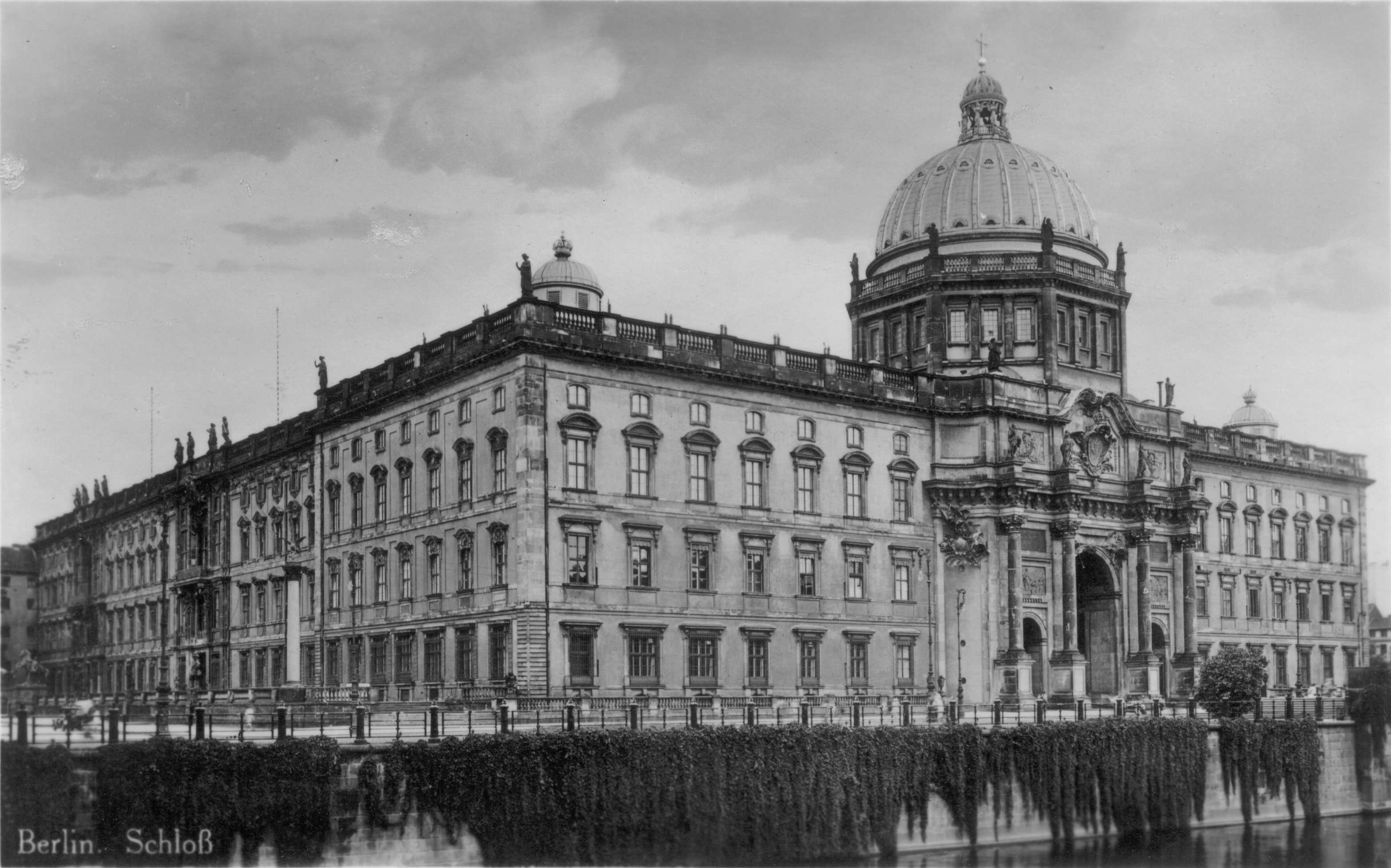
베를린성관 (1920년대)

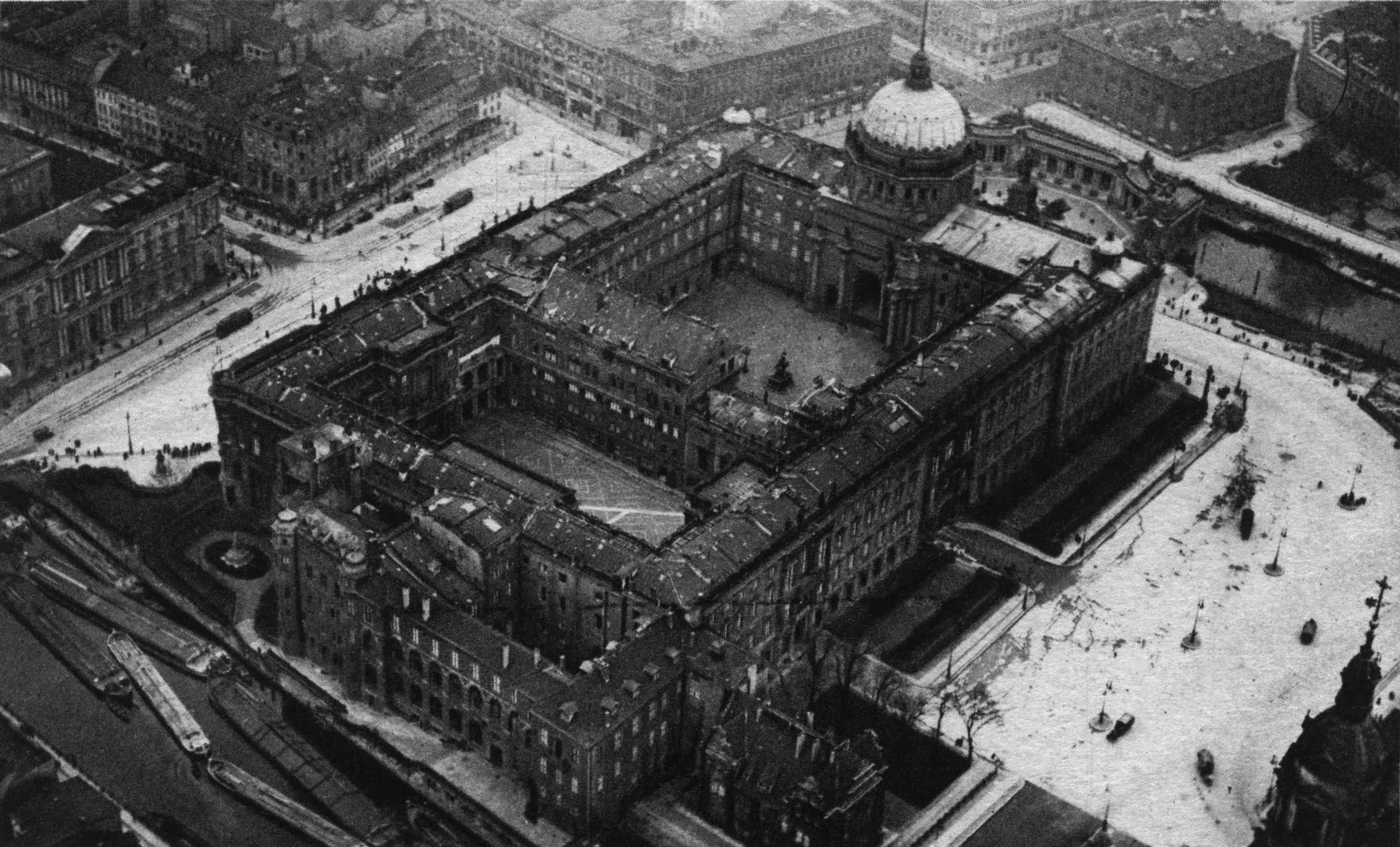
하늘에서 본 베를린성관의 모습 (1900년경)

베를린성(독일어: Schloss Berlin)은 독일의 수도 베를린 중심부에 있는 성관이다. 15세기 중반부터 1918년까지 브란덴부르크 선제후, 프로이센 왕국의 왕, 독일 황제의 주요 거처였다.
1918년 독일 제국이 해체된 이후에 박물관으로 사용되었다. 나치 독일 시기에 철거의 위기가 있었으나 무산되었다. 그러나 제2차 세계 대전 당시 폭격으로 크게 파손되었고, 1950년 동독 당국에 의해 봉건주의의 잔재, 프로이센 군국주의와 제국주의의 상징이라는 이유로 완전 철거되었고 그 자리에는 공화국궁(Palast der Republik)이 들어섰다.
그러다가 독일의 재통일 이후 복원이 논의되어, 2006년~2008년 사이에 공화국궁은 철거되었고, 2020년 현재 베를린성이 돔을 제외하고 상당수 복원되었다.